# 1. Liga (Tschechoslowakei) 1958/59
Die Spielzeit 1958/59 der 1. Liga  war die 16. reguläre Austragung der höchsten Eishockeyspielklasse der Tschechoslowakei. Mit 31 Punkten nach der Hauptrunde setzte sich der TJ SONP Kladno durch. Für die Mannschaft war es ihr erster tschechoslowakischer Meistertitel überhaupt.

## Modus
Wie in der Vorsaison nahmen zwölf Mannschaften am Spielbetrieb der 1. Liga teil, die die Hauptrunde in einer gemeinsamen Gruppe bestritten. Nach Durchführung von Hin- und Rückspiel betrug die Gesamtanzahl der Spiele pro Mannschaft 22 Spiele. Meister wurde der Tabellenführer am Saisonende. Die beiden letztplatzierten Mannschaften stiegen direkt in die 2. Liga ab.

## Tabelle
| Pl. | Team                       | Sp. | S  | U | N  | Torv.  | Pkt. |
| --- | -------------------------- | --- | -- | - | -- | ------ | ---- |
| 1.  | TJ SONP Kladno             | 22  | 14 | 3 | 5  | 97:68  | 31   |
| 2.  | TJ Spartak LZ Plzeň        | 22  | 13 | 1 | 8  | 109:81 | 27   |
| 3.  | Rudá Hvězda Brno           | 22  | 11 | 5 | 6  | 95:67  | 27   |
| 4.  | Spartak Praha Sokolovo     | 22  | 10 | 5 | 7  | 93:77  | 25   |
| 5.  | TJ Dynamo Pardubice        | 22  | 10 | 5 | 7  | 90:77  | 25   |
| 6.  | VŽKG Ostrava               | 22  | 10 | 4 | 8  | 79:74  | 24   |
| 7.  | Dukla Jihlava              | 22  | 10 | 3 | 9  | 100:84 | 23   |
| 8.  | Slovan ÚNV Bratislava      | 22  | 9  | 4 | 9  | 80:75  | 22   |
| 9.  | VTŽ Chomutov               | 22  | 8  | 5 | 9  | 72:87  | 21   |
| 10. | TJ Spartak ZJŠ Brno        | 22  | 7  | 3 | 12 | 50:78  | 17   |
| 11. | TJ Slavoj České Budějovice | 22  | 4  | 3 | 15 | 50:97  | 11   |
| 12. | TJ Spartak GZ Královo Pole | 22  | 4  | 3 | 15 | 62:112 | 11   |

Bester Torschütze der Liga wurde Vladimír Zábrodský von Spartak Praha Sokolovo, der in den 22 Spielen seiner Mannschaft 23 Tore erzielte.

### Meistermannschaft von TJ SONP Kladno
| Torhüter      | Jiří Kulíček, Zdeněk Beran |
| Abwehrspieler | Stanislav Bacílek, Zdeněk Müller, Přemysl Hajný, Zdeněk Landa                                                                               |
| Stürmer       | Bohumil Prošek, Miroslav Rys, Jaroslav Jiřík, Vladimír Markup, František Šebek, Jaroslav Volf, Josef Froněk, Vladimír Kopecký, Karel Nedvěd |
| Trainer       | Vlastimil Sýkora |

## 1. Liga-Qualifikation
Die beiden Sieger ihrer jeweiligen 2. Liga-Gruppe, TJ Jiskra SZ Litvínov und TJ Slezan Opava stiegen für die nächste Spielzeit in die 1. Liga auf.